# Teodoro Bonati
Teodoro Bonati (Bondeno, 8 novembre 1724 – Ferrara, 2 gennaio 1820) è stato un ingegnere idraulico, matematico e medico italiano.

## Biografia
Teodoro Bonati nacque a Bondeno l'8 novembre 1724, morì a Ferrara il 2 gennaio 1820. 
Si laureò in medicina presso l'Università degli Studi di Ferrara nel 1724 ed iniziò la pratica presso il paese d'origine. Conosciuto il sacerdote Romualdo Bertaglia, tecnico e perito del Comune nelle controversie idrauliche, iniziò gli studi matematici. Il marchese Guido Bentivoglio lo istituì però presto come medico di famiglia e nel 1750 lo invita a trasferirsi a Ferrara dove poté proseguire gli studi matematici. Nel 1763, alla morte di Bertaglia, gli venne conferita la carica di Consultore della Congregazione dei lavorieri e posto a dirigere i maggiori lavori idraulici della provincia ferrarese. Nel 1772 gli venne conferita la cattedra d'Idrostatica ed idrodinamica presso l'Università di Ferrara.
Scienziato e credente, contraddisse Napoleone, dichiarandosi contrario alla sua decisione di deviare il corso del fiume Reno, immettendolo nel Po tramite un canale chiamato Scolmatore del Reno o più comunemente Cavo Napoleonico.In particolare egli sosteneva molto avvedutamente che non sarebbe stato producente fare confluire le acque in eccesso del fiume  Reno  nel fiume Panaro, in quanto questi due corsi d'acqua presentano piene concomitanti, e quindi si «sarebbe riempito lo stesso bicchiere». Successivamente i lavori di questo canale artificiale hanno addotto l'acqua direttamente al fiume Po e al Canale Emiliano Romagnolo, in linea con quello che egli sosteneva in fase di ideazione di questa soluzione idrogeologica. I dialoghi con Napoleone sono testimoniati da lui stesso: «Li 23 detto (aprile 1797), l'Imperatore volle sentirmi alquanto a lungo sull'immissione del Reno in Po, presenti i bolognesi, promotori di detta immissione».

## Riconoscimenti
- A Bondeno gli è stato dedicato l'Istituto Comprensivo Statale "Teodoro Bonati".[3] e gli è stata intitolata una via.
- Nel XIX secolo è stato inciso il suo profilo in un medaglione situato nella facciata del palazzo di San Crispino nel centro di Ferrara,  quale cittadino illustre.
- A suo nome è anche una via di Ferrara ad andamento mistilineo, che collega via Guglielmo Marconi e via Luigi Galvani.
- È ricordato da una lapide marmorea affissa al palazzo Bentivoglio di Ferrara, luogo in cui morì il 2 gennaio 1820.[4].
- Nel 2020 il bicentenario della sua morte è commemorato a Bondeno con la mostra documentaria Teodoro Bonati. Documenti dell'Archivio di Bondeno.[5][6][7].